# 야쓰시로정 (구마모토현)
야쓰시로정(일본어: 八代町)은 일본 구마모토현 야쓰시로군에 설치되었던 정이다. 현재의 야쓰시로시에 해당한다.

## 참고 문헌
- 角川日本地名大辞典編纂委員会, 『角川日本地名大辞典 43 熊本県』1987, 角川書店